# Лідс (Мен)
Лідс (англ. Leeds) — місто (англ. town) в США, в окрузі Андроскоґґін штату Мен. Населення — 2262 особи (2020).

## Демографія
Згідно з переписом 2010 року, у місті мешкало 2326 осіб у 895 домогосподарствах у складі 655 родин. Було 1018 помешкань
Расовий склад населення:
| - 97,5 % — білих - 0,5 % — корінних американців - 0,3 % — чорних або афроамериканців - 0,2 % — азіатів |

До двох чи більше рас належало 1,2 %. Частка іспаномовних становила 1,7 % від усіх жителів.
За віковим діапазоном населення розподілялося таким чином: 22,8 % — особи молодші 18 років, 66,3 % — особи у віці 18—64 років, 10,9 % — особи у віці 65 років та старші. Медіана віку мешканця становила 41,3 року. На 100 осіб жіночої статі у місті припадало 105,3 чоловіків;  на 100 жінок у віці від 18 років та старших — 100,6 чоловіків також старших 18 років.
Середній дохід на одне домашнє господарство  становив 62 608 доларів США (медіана — 53 705), а середній дохід на одну сім'ю — 71 818 доларів (медіана — 59 792). Медіана доходів становила 45 000 доларів для чоловіків та 33 482 долари для жінок. За межею бідності перебувало 15,4 % осіб, у тому числі 21,5 % дітей у віці до 18 років та 6,3 % осіб у віці 65 років та старших.
Цивільне працевлаштоване населення становило 1106 осіб. Основні галузі зайнятості: освіта, охорона здоров'я та соціальна допомога — 37,6 %, будівництво — 11,5 %, роздрібна торгівля — 10,6 %.